# Ramshög
Ramshög är en stenkammargrav av typen gånggrift från stenåldern. Den är välbevarad och en av Skånes finaste gånggrifter, belägen utanför Hagestad i Löderups socken i Ystad kommun i Skåne. Gånggriften är placerad i en hög som är 15 meter i diameter och 1,5 meter hög. Den ovala kammaren är belägen i högens mitt och mäter 5,2 meter gånger 2,6 meter och är täckt av tre stora takblock. Gången är sju meter lång och en meter bred. 
Ramshög undersöktes av A. Kurck 1875, restaurerades av F. Hansen 1930 samt undersökt av Märta Strömberg 1961, 1964 och 1968-69 då ett stort antal fynd gjordes.
Fornminnet benämns också Ramshögs gånggrift, Ramsbjär och Ramshögs stenar.
I samma socken knappt 2 kilometer åt nordväst ligger gånggriften Carlshögen som också är belägen i en hög och består av en 6,8 meter lång kammare och en 6,4 meter lång gång. 